# Rallye Dakar 1984
Navigation
Édition précédente Édition suivante
Le Rallye Dakar 1984 ou Paris-Dakar 1984 est la cinquième édition du Rallye Dakar. Le départ est donné le 1er janvier 1984 à Paris et il se termine le 20 janvier 1984. Sur les 427 engagés qui prennent la route (313 autos/camions, 114 motos), seuls 148 véhicules gagnent l'arrivée. René Metge et Dominique Lemoyne remportent la catégorie auto, Gaston Rahier la catégorie moto et Pierre Laleu, Daniel Durce et Patrick Venturini la catégorie camion.

## Étapes

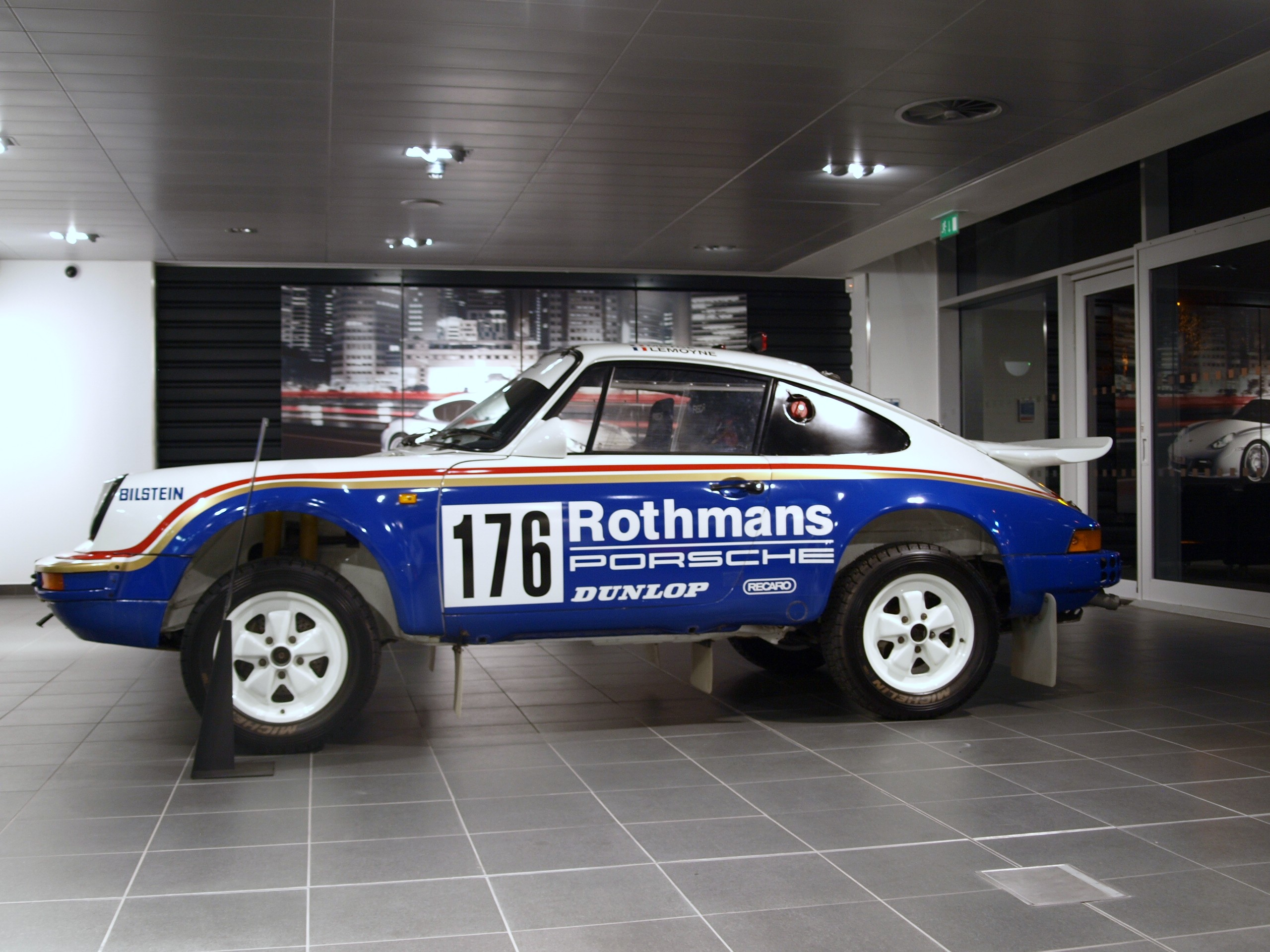
La Porsche 953 du Rallye Dakar 1984.

| Étape | Date       | De                         | À                          | Total (km)    |
| ----- | ---------- | -------------------------- | -------------------------- | ------------- |
| 1     | 1 janvier  | Paris France               | Marseille France           |               |
|       | 2 janvier  | Transport vers l'Afrique   |                            |               |
| 2     | 3 janvier  | Alger Algérie              | El-Goléa Algérie           | 925           |
| 3     | 4 janvier  | El-Goléa Algérie           | In Salah Algérie           | 500           |
| 4     | 5 janvier  | In Salah Algérie           | Tamanrasset Algérie        | 666           |
| 5     | 6 janvier  | Tamanrasset Algérie        | Iférouane Niger            | 600           |
| 6     | 7 janvier  | Iférouane Niger            | Chirfa (de) Niger          | 559           |
| 7     | 8 janvier  | Chirfa (de) Niger          | Dirkou Niger               | 238           |
| 8     | 9 janvier  | Dirkou Niger               | Agadez Niger               | 617           |
| 9     | 10 janvier | Agadez Niger               | Niamey Niger               | 848           |
| 10    | 11 janvier | Niamey Niger               | Ouagadougou Haute-Volta    | 674           |
| 11    | 12 janvier | Ouagadougou Haute-Volta    | Bouna Côte d'Ivoire        | 553           |
| 12    | 13 janvier | Bouna Côte d'Ivoire        | Yamoussoukro Côte d'Ivoire | 673           |
| 13    | 14 janvier | Yamoussoukro Côte d'Ivoire | Touba Côte d'Ivoire        | 343           |
| 14    | 15 janvier | Touba Côte d'Ivoire        | Kissidougou Guinée         | 523           |
| 15    | 16 janvier | Kissidougou Guinée         | Freetown Sierra Leone      | 581           |
| 16    | 17 janvier | Freetown Sierra Leone      | Labé Guinée                | 647 (liaison) |
| 17    | 18 janvier | Labé Guinée                | Tambacounda Sénégal        | 457           |
| 18    | 19 janvier | Tambacounda Sénégal        | Saly Portudal Sénégal      | 408           |
| 19    | 20 janvier | Saly Portudal Sénégal      | Dakar Sénégal              | 168           |

## Classements finaux

### Motos
| Pos. | Pilote              | Pays     | Moto   |
| ---- | ------------------- | -------- | ------ |
| 1    | Gaston Rahier       | Belgique | BMW    |
| 2    | Hubert Auriol       | France   | BMW    |
| 3    | Philippe Vassard    | France   | Honda  |
| 4    | Cyril Neveu         | France   | Honda  |
| 5    | Raymond Loizeaux    | France   | BMW    |
| 6    | Jean-Claude Olivier | France   | Yamaha |
| 7    | Andréa Balestrieri  | Italie   | Yamaha |
| 8    | Alain Spira         | Belgique | Honda  |
| 9    | Serge Bacou         | France   | Yamaha |
| 10   | Michel Guillet      | France   | Honda  |

- Hubert Auriol remporte neuf étapes dont cinq consécutivement[1].
- Serge Bacou remporte cinq étapes[1].
- Gaston Rahier remporte trois étapes[1].
- Patrick Dobrecq remporte deux étapes[1].

### Autos
- Georges Houel participe en voiture comme pilote à l'âge de 70 ans sur Renault Fuego turbo 4x4[3].

| Pos. | Pilote / copilote               | Pays            | Auto        |
| ---- | ------------------------------- | --------------- | ----------- |
| 1    | René Metge Dominique Lemoyne    | France          | Porsche     |
| 2    | Patrick Zaniroli Jean da Silva  | France          | Range Rover |
| 3    | Andrew Cowan Johnstone Syer     | Royaume-Uni     | Mitsubishi  |
| 4    | Guy Colsoul Alain Lopes         | Belgique        | Opel        |
| 5    | Claude Marreau Bernard Marreau  | France          | Renault     |
| 6    | Jacky Ickx Claude Brasseur      | Belgique France | Porsche     |
| 7    | Hubert Rigal Patrick Fourticq   | Monaco France   | Mitsubishi  |
| 8    | Marc Lacaze Pierre Bouille      | France          | Citroën     |
| 9    | Gèrard Planson Frédéric Planson | France          | Mercedes    |
| 10   | Pierre Fougerouse Henri Braquet | France          | Toyota      |

- Le duo Jacky Ickx / Claude Brasseur remporte neuf étapes dont quatre consécutivement (étapes 4 à 7)[1].
- À égalité les duos René Metge / Dominique Lemoyne et Guy Colsoul / Alain Lopes remportent trois étapes[1].

### Camions
| Pos. | Pilote / copilote                                         | Pays             | Camion   |
| ---- | --------------------------------------------------------- | ---------------- | -------- |
| 1    | Pierre Laleu Daniel Durce Patrick Venturini               | France           | Mercedes |
| 2    | Paolo Bonera Valerio Grassi Paolo Travaglia               | Italie           | Mercedes |
| 3    | Henri Gabrelle Alain Voillereaul Adolf Dierl              | France Allemagne | MAN      |
| 4    | Giancarlo Arcangioli Egiziano Piersanti Ezio Nicelli      | Italie           | Astra    |
| 5    | Lutz Bernau Egmont Bartmann Frédéric Brown                | Allemagne France | Mercedes |
| 6    | Thierry Reverchon Ekkehard Kiefer Rolf Huber              | France Allemagne | MAN      |
| 7    | Serge Lacourt, Mario Zimmermann, Gilbert Versino          | France           | MAN      |
| 8    | Carlos Del Val, Miguel Angel Guerrero                     | Espagne          | Pegaso   |
| 9    | Etienne Martinez, Bernard Langlois, Jean-françois Chambon | France           | Mercedes |
| 10   | Hans Boerner, Egon Hein                                   | Allemagne        | Mercedes |